# Pidkormillea, Liubeșiv
Pidkormillea (în ucraineană Підкормілля) este un sat în comuna Zarudci din raionul Liubeșiv, regiunea Volînia, Ucraina.

## Demografie
Componența lingvistică a localității Pidkormillea
     Ucraineană (99,64%)
     Alte limbi (0,36%)
Conform recensământului din 2001, majoritatea populației localității Pidkormillea era vorbitoare de ucraineană (99,64%), existând în minoritate și vorbitori de alte limbi.